# Benefit (альбом)
Benefit — третій студійний альбом англійської групи Jethro Tull, який вийшов 20 квітня 1970 року.

## Композиції
1. With You There to Help Me — 6:15
2. Nothing to Say — 5:10
3. Alive and Well and Living in — 2:43
4. Son — 2:48
5. For Michael Collins, Jeffrey and Me — 3:47
6. To Cry You a Song — 6:09
7. A Time for Everything? — 2:42
8. Inside — 3:38
9. Play in Time — 3:44
10. Sossity; You're a Woman — 4:31

## Учасники запису
- Мартін Барр — гітара
- Ієн Андерсон — флейта, фортепіано, вокал
- Клайв Банкер — барабани
- Гленн Корнік — бас-гітара